# Huilbaby

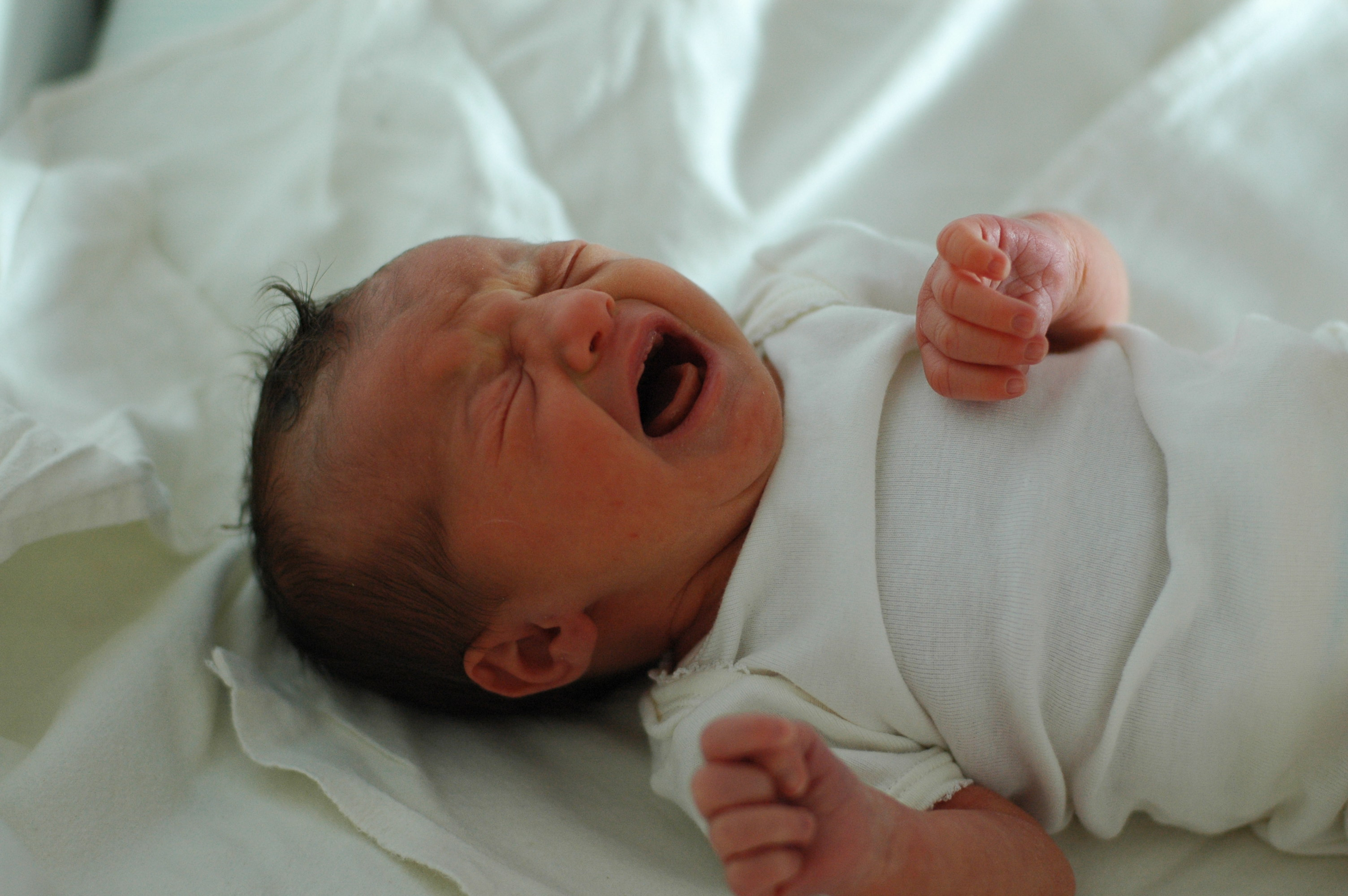
Huilende baby

Een huilbaby is een baby die (veel) meer en langer huilt dan gemiddeld.

## Definitie
Veel kinderartsen definiëren een huilbaby als een baby die
- minimaal drie weken lang
- minimaal drie dagen per week
- minimaal drie uur per dag huilt.

Ook ander huilgedrag dat nog niet aan deze definitie voldoet, kan voor ouders echter een groot probleem zijn.

## Normaal huilgedrag
(Vrijwel) alle baby's huilen. Het normale huilgedrag neemt meestal de eerste weken na de geboorte toe om met 3 weken een hoogtepunt te bereiken en daarna weer af te zakken. Op het hoogtepunt huilen de meeste baby's ongeveer 1,5 à 2 uur per dag.
De oorzaak van het huilen van een huilbaby is onbekend. Veel mensen wijten het aan buikkrampen (de Engelse naam voor het verschijnsel is zelfs baby colic), maar bewijs hiervoor ontbreekt.

## Darmkrampen
Huilen ten gevolge van darmkrampen is herkenbaar aan het rood aanlopen van het gezicht, een gefronst voorhoofd en opgetrokken benen. De baby begint vervolgens te krijsen. De aanvallen duren enkele minuten en herhalen zich. Tijdens de aanvallen is de baby ontroostbaar. Aan luide darmgeluiden is te merken dat het om krampen gaat. Ontlasting en/of winden laten, kan verlichten; de klachten worden daardoor vaak (tijdelijk) minder. Veel kinderen huilen echter niet volgens een dergelijk patroon.
Het huilen kan door middel van een huildagboek gedurende een week worden bijgehouden. Het blijkt dat een derde van de baby's waarvan de ouders vinden dat zij excessief huilen, na het bijhouden van een huildagboek niet aan de criteria voldoet. De meeste ouders blijken daarna het huilen niet meer zo'n probleem te vinden.

## Mogelijke oorzaken en behandeling
In Nederland wordt bij excessief huilende zuigelingen vaak in eerste instantie aan voedselallergie als oorzaak gedacht. Als ouders zich melden met de klacht dat hun kind excessief huilt, wordt niet zelden op het consultatiebureau hypoallergene voeding voor het kind aanbevolen. Gezien de lage prevalentie van koemelkeiwitallergie is de kans op succes echter klein. Daarbij berust het wetenschappelijk bewijs van het effect van hypoallergene voeding op excessief huilen bij zuigelingen slechts op een onderzoek bij een kleine groep kinderen.
Uit een overzicht van de medische literatuur blijkt dat, nadat lichamelijke oorzaken zijn uitgesloten (honger, middenoorontsteking, gastro-oesofageale reflux, neurologische problemen, ontwenningsverschijnselen na drugsgebruik van de moeder tijdens de zwangerschap, etc.), uitleg over het huilgedrag van zuigelingen, geruststelling van de ouders dat het huilen in de loop van de tijd minder wordt, uitleg over wederzijdse beïnvloeding van het gedrag van zuigelingen en hun ouders en vermindering van het aanbod van stimuli aan de zuigeling, de belangrijkste pijlers zijn bij de begeleiding van ouders van excessief huilende zuigelingen.
Verschillende clinici hebben gewezen op de relatie tussen overmatig huilen en regulatiestoornissen bij de baby, waarbij de baby bijvoorbeeld overgevoelig is voor geluid, licht, felle kleuren, complexe visuele patronen, aanraken of verplaatsen van de baby of oogcontact. Indien het bovenstaande herkend wordt, eventueel voorafgaande aan een huilepisode, kan het helpen de stimulus die het kind als te veel ervaart en overstimulatie veroorzaakt, weg te nemen of te verminderen, bijvoorbeeld door de tv niet continu aan te hebben.
Verder zijn inbakeren (na instructie door deskundigen van bijvoorbeeld het consultatiebureau), de baby in een hangmat leggen, massage en zingen als behulpzame interventies beschreven.
Als poliklinische begeleiding van de ouders het huilgedrag niet doet verminderen, kan opname van de baby op de kinderafdeling van een ziekenhuis ter observatie van het huilgedrag en ter ontlasting van de thuissituatie uitkomst bieden, met vaak binnen enkele dagen een normalisering van het huilpatroon. Aanvullende medische diagnostiek is niet noodzakelijk indien bij het vraaggesprek en het lichamelijk onderzoek geen sterke aanwijzingen voor een specifieke diagnose worden gevonden, aangezien in de grote meerderheid van de gevallen geen onderliggende medische oorzaak wordt gevonden.
Excessief huilen bij zuigelingen kan gepaard gaan met een voorkeurshouding van het hoofd, een scheefstand van de nek (torticollis), een kromme rug (scoliose) of bewegingsbeperkingen van de heup. Door verschillende hulpverleners wordt een verband verondersteld met het KISS-syndroom. Veel artsen zijn echter van mening dat dit syndroom niet bestaat. Er ontbreekt een geaccepteerd onderliggend pathofysiologisch mechanisme. Het argument dat de manueel-therapeutische of andere wervelmanipulerende behandeling bij het KISS-syndroom zijn waarde heeft bewezen, zoals dat door een aantal voorstanders van behandeling wordt gehanteerd, is wetenschappelijk niet valide en dus niet steekhoudend. Daarbij verminderen of verdwijnen bij veel kinderen de voorkeurshouding en het excessieve huilen ook zonder specifieke interventie en zijn tijdens manueel-therapeutische behandeling van zuigelingen met het KISS-syndroom onder andere vertraagde hartslag en ademstilstanden, dus potentieel levensbedreigende neveneffecten van de behandeling opgetreden. Daarbij zijn er sterke aanwijzingen dat chiropractische behandeling niet zinvol is bij zuigelingen die excessief huilen.